# Diena (journal)
Pour les articles homonymes, voir Diena.
Diena est un quotidien letton d'information générale. Son titre signifie littéralement La Journée. Il est imprimé en langue lettonne. Ses suppléments sont Sporta Diena, Mini Diena, Skolas Diena, KDi, Senioru Diena, le magazine de presse de télévision TV Diena et le journal Sestdiena qui parait chaque samedi. 

## Histoire
Le journal a été créé en 1990.
Depuis 1996, Diena est imprimé en couleurs. Une version numérique du journal parait sur Internet depuis 1997. Lancé en grand format, il a changé le 23 novembre 2007 pour le format tabloïd.
Diena est édité par la maison d'édition Dienas Mediji fondée en 2008, à la suite de la fusion des sociétés AS Diena, SIA Laikraksts Diena et SIA Reģionālā Prese Diena.
Son premier rédacteur en chef fut Viktors Kalniņš dit Daugmalis qui a été remplacé en 1992 par Sarmīte Ēlerte. Depuis la démission d'Ēlerte en 2008, sur ce post se succédèrent Anita Brauna, Dace Andersone, Guntis Bojārs, Sergejs Ancupovs, Dzintars Zaļūksnis, Ilmārs Znotiņš et Aigars Freimanis. Depuis 2013, cette responsabilité fut confiée à Gatis Madžiņš.
En 2007, AS Diena a gagné une affaire contre le gouvernement letton devant la CEDH, concernant les articles dans Diena.
Jusqu'en 2009, Diena appartenait au groupe d'édition suédois Bonnier. 
Depuis 2012, le propriétaire officiel du journal est la société "Rīgas Tirdzniecības osta". Selon l'hebdomadaire letton Ir il est possible qu'il soit contrôlé par Andris Šķēle, Aivars Lembergs, Ainārs Šlesers, surnommés par la presse "les trois A". 